# Stipa hystricina
Stipa hystricina är en gräsart som beskrevs av Carlos Luis Spegazzini. Stipa hystricina ingår i släktet fjädergrässläktet, och familjen gräs. Inga underarter finns listade i Catalogue of Life.